# Macrothele

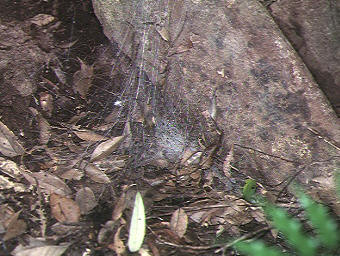
Niu de Macrothele gigas

Macrothele és un gènere d'aranyes migalomorfes. És l'únic de la família dels macrotèlids (Macrothelidae), família descrita per primer cop per Eugène Simon el 1892.
La majoria d'espècies es troben a Àsia, de l'Índia fins al Japó i Java. També n'hi ha quatre a l'Àfrica i dues a Europa. La distribució va des de l'oest de la Mediterrània i l'Àfrica occidental fins al sud-est asiàtic, la Xina continental i Taiwan. Hi ha algun dubte sobre si s'han d'agrupar dins el mateix gènere les espècies occidentals i orientals.

## Descripció
Aquestes aranyes són força grans de mida, amb l'espècie xinesa que varia de 1–3 cm de longitud del cos de la femella. Els mascles són més petits, de vegades la meitat de la femella. Els macrotèlids es poden diferenciar d'altres migalomorfs per tenir un sigil·lum posterior de l'estèrnum més gran, i la col·locació de les files de dents en el marge del quelícers. Construeixen els seves teranyines en tub sota roques o troncs, o en esquerdes del terra.

## Taxonomia
El gènere Macrothele va ser descrit per Anton Ausserer el 1871, amb Macrothele calpeiana com l'espècie tipus, abans anomenada Mygale calpeiana. El nom del gènere deriva del grec antic macro ("gran") i thele, que fa referència a les fileres. Ausserer va situar el nou gènere dins la família Theraphosidae. Posteriorment es va traslladar a la família Dipluridae, als Hexathelidae i finalment, l'any 2018, es va crear la família Macrothelidae. El 2018, un estudi filogenètic molecular va suggerir que Macrothele era una línia divergent i diferenciada dins dels migalomorfs. En conseqüència, la subfamília creada per Simon, Macrothelinae, va ser elevada a família amb la denominació Macrothelidae. El següent cladograma mostra la possible relació de Macroteleus amb taxons relacionats.
|  | Calisoga (Nemesiidae)        |
|  |                              |
|  | Hebestatis (Halonoproctidae) |
|  |                              |

|  | Atracidae     |
|  |               |
|  | Actinopodidae |
|  |               |

|  | Calisoga (Nemesiidae)        |
|  |                              |
|  | Hebestatis (Halonoproctidae) |
|  |                              |

|  | Atracidae     |
|  |               |
|  | Actinopodidae |
|  |               |

|  | Calisoga (Nemesiidae)        |
|  |                              |
|  | Hebestatis (Halonoproctidae) |
|  |                              |

|  | Atracidae     |
|  |               |
|  | Actinopodidae |
|  |               |

|  | Calisoga (Nemesiidae)        |
|  |                              |
|  | Hebestatis (Halonoproctidae) |
|  |                              |

|  | Atracidae     |
|  |               |
|  | Actinopodidae |
|  |               |

|  | Calisoga (Nemesiidae)        |
|  |                              |
|  | Hebestatis (Halonoproctidae) |
|  |                              |

|  | Atracidae     |
|  |               |
|  | Actinopodidae |
|  |               |

|  | Calisoga (Nemesiidae)        |
|  |                              |
|  | Hebestatis (Halonoproctidae) |
|  |                              |

|  | Atracidae     |
|  |               |
|  | Actinopodidae |
|  |               |

|  | Calisoga (Nemesiidae)        |
|  |                              |
|  | Hebestatis (Halonoproctidae) |
|  |                              |

|  | Atracidae     |
|  |               |
|  | Actinopodidae |
|  |               |

|  | Calisoga (Nemesiidae)        |
|  |                              |
|  | Hebestatis (Halonoproctidae) |
|  |                              |

|  | Atracidae     |
|  |               |
|  | Actinopodidae |
|  |               |

|  | Calisoga (Nemesiidae)        |
|  |                              |
|  | Hebestatis (Halonoproctidae) |
|  |                              |

|  | Atracidae     |
|  |               |
|  | Actinopodidae |
|  |               |

|  | Calisoga (Nemesiidae)        |
|  |                              |
|  | Hebestatis (Halonoproctidae) |
|  |                              |

|  | Atracidae     |
|  |               |
|  | Actinopodidae |
|  |               |

|  | Calisoga (Nemesiidae)        |
|  |                              |
|  | Hebestatis (Halonoproctidae) |
|  |                              |

|  | Atracidae     |
|  |               |
|  | Actinopodidae |
|  |               |

|  | Calisoga (Nemesiidae)        |
|  |                              |
|  | Hebestatis (Halonoproctidae) |
|  |                              |

|  | Atracidae     |
|  |               |
|  | Actinopodidae |
|  |               |

|  | Calisoga (Nemesiidae)        |
|  |                              |
|  | Hebestatis (Halonoproctidae) |
|  |                              |

|  | Atracidae     |
|  |               |
|  | Actinopodidae |
|  |               |

|  | Calisoga (Nemesiidae)        |
|  |                              |
|  | Hebestatis (Halonoproctidae) |
|  |                              |

|  | Atracidae     |
|  |               |
|  | Actinopodidae |
|  |               |

|  | Calisoga (Nemesiidae)        |
|  |                              |
|  | Hebestatis (Halonoproctidae) |
|  |                              |

|  | Atracidae     |
|  |               |
|  | Actinopodidae |
|  |               |

|  | Calisoga (Nemesiidae)        |
|  |                              |
|  | Hebestatis (Halonoproctidae) |
|  |                              |

|  | Atracidae     |
|  |               |
|  | Actinopodidae |
|  |               |

|  | Calisoga (Nemesiidae)        |
|  |                              |
|  | Hebestatis (Halonoproctidae) |
|  |                              |

|  | Atracidae     |
|  |               |
|  | Actinopodidae |
|  |               |

|  | Calisoga (Nemesiidae)        |
|  |                              |
|  | Hebestatis (Halonoproctidae) |
|  |                              |

|  | Atracidae     |
|  |               |
|  | Actinopodidae |
|  |               |

|  | Calisoga (Nemesiidae)        |
|  |                              |
|  | Hebestatis (Halonoproctidae) |
|  |                              |

|  | Atracidae     |
|  |               |
|  | Actinopodidae |
|  |               |

|  | Calisoga (Nemesiidae)        |
|  |                              |
|  | Hebestatis (Halonoproctidae) |
|  |                              |

|  | Atracidae     |
|  |               |
|  | Actinopodidae |
|  |               |

|  | Calisoga (Nemesiidae)        |
|  |                              |
|  | Hebestatis (Halonoproctidae) |
|  |                              |

|  | Atracidae     |
|  |               |
|  | Actinopodidae |
|  |               |

|  | Calisoga (Nemesiidae)        |
|  |                              |
|  | Hebestatis (Halonoproctidae) |
|  |                              |

|  | Atracidae     |
|  |               |
|  | Actinopodidae |
|  |               |

|  | Calisoga (Nemesiidae)        |
|  |                              |
|  | Hebestatis (Halonoproctidae) |
|  |                              |

|  | Atracidae     |
|  |               |
|  | Actinopodidae |
|  |               |

|  | Calisoga (Nemesiidae)        |
|  |                              |
|  | Hebestatis (Halonoproctidae) |
|  |                              |

|  | Atracidae     |
|  |               |
|  | Actinopodidae |
|  |               |

|  | Calisoga (Nemesiidae)        |
|  |                              |
|  | Hebestatis (Halonoproctidae) |
|  |                              |

|  | Atracidae     |
|  |               |
|  | Actinopodidae |
|  |               |

|  | Calisoga (Nemesiidae)        |
|  |                              |
|  | Hebestatis (Halonoproctidae) |
|  |                              |

|  | Atracidae     |
|  |               |
|  | Actinopodidae |
|  |               |

|  | Calisoga (Nemesiidae)        |
|  |                              |
|  | Hebestatis (Halonoproctidae) |
|  |                              |

|  | Atracidae     |
|  |               |
|  | Actinopodidae |
|  |               |

|  | Calisoga (Nemesiidae)        |
|  |                              |
|  | Hebestatis (Halonoproctidae) |
|  |                              |

|  | Atracidae     |
|  |               |
|  | Actinopodidae |
|  |               |

|  | Calisoga (Nemesiidae)        |
|  |                              |
|  | Hebestatis (Halonoproctidae) |
|  |                              |

|  | Atracidae     |
|  |               |
|  | Actinopodidae |
|  |               |

|  | Calisoga (Nemesiidae)        |
|  |                              |
|  | Hebestatis (Halonoproctidae) |
|  |                              |

|  | Atracidae     |
|  |               |
|  | Actinopodidae |
|  |               |

|  | Calisoga (Nemesiidae)        |
|  |                              |
|  | Hebestatis (Halonoproctidae) |
|  |                              |

|  | Atracidae     |
|  |               |
|  | Actinopodidae |
|  |               |

|  | Calisoga (Nemesiidae)        |
|  |                              |
|  | Hebestatis (Halonoproctidae) |
|  |                              |

|  | Atracidae     |
|  |               |
|  | Actinopodidae |
|  |               |

### Espècies

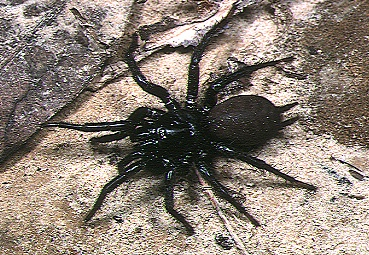
Female M. yaginumai

- Macrothele abrupta Benoit, 1965 — Congo
- Macrothele amamiensis Shimojana & Haupt, 1998 — Illes Ryukyu
- Macrothele bannaensis Xu & Yin, 2001 — Xina
- Macrothele calpeiana (Walckenaer, 1805) — Espanya, Nord d'Àfrica
- Macrothele camerunensis Simon, 1903 — Camerun, Guinea Equatorial
- Macrothele cretica Kulczynski, 1903 — Creta
- Macrothele decemnotata Simon, 1909 — Vietnam
- Macrothele gigas Shimojana & Haupt, 1998 — Illes Ryukyu
- Macrothele guizhouensis Hu & Li, 1986 — Xina
- Macrothele holsti Pocock, 1901 — Taiwan
- Macrothele hunanica Zhu & Song, 2000 — Xina
- Macrothele incisa Benoit, 1965 — Congo
- Macrothele maculata (Thorell, 1890) — Myanmar, Sumatra, Java
- Macrothele monocirculata Xu & Yin, 2000 — Xina
- Macrothele palpator Pocock, 1901 — Xina, Hong Kong
- Macrothele proserpina Simon, 1909 — Vietnam
- Macrothele raveni Zhu, Li & Song, 2000 — Xina
- Macrothele segmentata Simon, 1892 — Malàisia
- Macrothele simplicata (Saito, 1933) — Taiwan
- Macrothele taiwanensis Shimojana & Haupt, 1998 — Taiwan
- Macrothele triangularis Benoit, 1965 — Congo
- Macrothele variabiis Pavesi, 1898 — Java
- Macrothele vidua Simon, 1906 — Índia
- Macrothele yaginumai Shimojana & Haupt, 1998 — Illes Ryukyu
- Macrothele yani Xu, Yin & Griswold, 2002 — Xina
- Macrothele yunnanica Zhu & Song, 2000 — Xina